# Isola Navarino
L'Isola Navarino (in spagnolo Isla Navarino) è una delle isole più australi del Cile, nell'arcipelago della Terra del Fuoco, inquadrata amministrativamente nel comune cileno di Cabo de Hornos, capitale della Provincia dell'Antártica Chilena, facente parte della Regione di Magellano e dell'Antartide Cilena. La capitale è Puerto Williams, città di circa 2.500 abitanti. In quest'isola si trova Puerto Toro, un villaggio di circa 50 pescatori che è l'abitato spontaneo più meridionale del Sud America (e del mondo, se non consideriamo le basi militari e scientifiche in Antartide).

## Localizzazione
Si trova a sud della bocca ad oriente del Canale di Beagle, che porta verso l'Oceano Atlantico. Costituisce il fianco sud della parte iniziale (dall'Atlantico) del medesimo stretto, dall'altro lato si trova l'isola Grande della Terra del Fuoco, nella sezione appartenente all'Argentina. Ad ovest il Canale Murray la separa dall'Isola Hoste.

## Storia umana e naturale
La storia e l'archeologia sono probabilmente la maggiore risorsa dell'Isola Navarino e delle isole vicine. La scoperta della cultura Yamana attraverso i reperti esistenti potrebbe incrementare il turismo scientifico, sviluppandosi sulla base di un museo locale. La rotta della missione naturalistica del Beagle potrebbe seguire in importanza, con una sosta in tutti i punti trascendenti. Ci sono interessanti reperti, ma soprattutto gli uccelli acquatici, la geologia e la botanica dell'isola sono di rilevanza.

## Geografia
Ha un'area di 2.473 km², estensione che la rende la quinta maggiore isola dell'arcipelago della terra de Fuoco, dopo l'Isola Grande della Terra del Fuoco (47.992 km²), l'Isola Riesco 5.005 (km²), l'Isola Hoste (4117 km²), l'Isola Santa Inés (3.668 km²).

## Clima, fauna, flora, orografia
L'isola è ricoperta da boschi rigogliosi che danno rifugio a una abbondante vita animale. Il paesaggio predominante è quello di montagna con molti laghi, boschi e tundra, con torrenti, cascate e dighe fatte dai castori in fango e legno. Il punto più alto è il Cerro La Bandera, parte dei "Dientes de Navarino" che raggiunge i 900 metri e deve il suo nome all'enorme bandiera cilena che poteva essere facilmente vista da Puerto Williams. A nord si estende il canale di Beagle, confine naturale con l'Argentina, al sud la Bahia Nassau che porta verso le Isole Wollaston, a occidente il già menzionato Canale Murray e ad est il Passaggio Goree che porta verso l'Isola Lennox e l'Isola Picton.
- Superficie: L'isola ha una superficie totale di 2.473 km².
- Altitudine: 172 metros.
- Latitudine: 55° 04' 59" S
- Longitudine: 067° 40' 00" O

### Clima

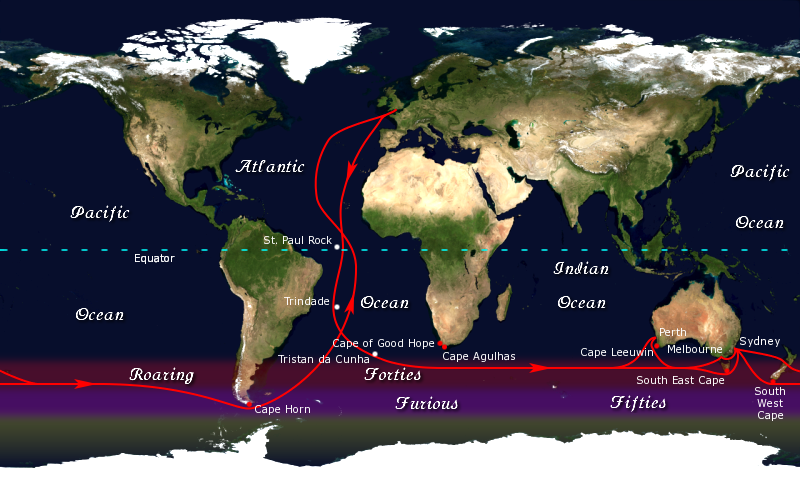
La zona dei venti conosciuta come i "cinquanta urlanti", sfruttata dalle navi clipper che navigavano da e verso l'Australia e l'India verso la Gran Bretagna.

Nel nord dell'isola Navarino, dove si trova Puerto Williams, le precipitazioni medie arrivano a 467 mm, con una temperatura di 6 °C. Il mese più caldo arriva alla media di 9,6 °C, il più freddo ha una media di 1,9 °C. Nel sud, le precipitazioni annue sono di 800 mm e le temperature sono lievemente inferiori. Le precipitazioni sono distribuite uniformemente nell'arco dell'anno e una parte di queste sono nevose.

### Flora
Nell'estremo nord dell'Isola Navarino è presente una vegetazione caratterizzata da Bosco subpolare magellanico, le cui specie caratteristiche sono faggi australi (Nothofagus pumilio e Nothofagus antarctica) nelle sue zone più aride, il Nothofagus betuloides nelle aree più umide, e Tundra Magellanica in zone con poco drenaggio di acque.
Nel sud dell'isola è presente il Bosco subpolare magellanico, probabilmente associato all'incremento delle precipitazioni, la maggior altitudine e il miglior drenaggio del suolo. La specie caratterística è il Nothofagus betuloides, presente in raggruppamenti anche in zone di maggior altitudine o coste esposte al vento.
La parte dell'isola, che circonda i laghi Navarino e Windhond, più i territori della costa meridionale, hanno una vegetazione di Tundra magellanica. Questa formazione raggruppa una serie di comunità vegetali, fra cui si nota maggiormente la Tundra Esfagnosa (Sphagnum magellanicum) e la Tundra Pulvinada (Donatia fascicularis - Astelia pumilia).
Infine c'è il Deserto andino, che include tutti i territori che per effetto delle condizioni climatiche derivate dall'altitudine, mancano di vegetazione di arbusti o alberi o che comunque hanno una flora non superiore al 30%, o senza nessuna vegetazione.

## Popolazione
In totale l'Isola Navarino ha circa 3.000 abitanti tra vari paesi e villaggi. 2.262 abitanti popolano Puerto Williams, capitale della Provincia dell'Antártica Chilena. Praticamente tutti gli abitanti vivono nel nord dell'isola, ma esistono anche grandi insediamenti ("estancias") a sud.

### Città e villaggi
- Puerto Williams
- Puerto Navarino
- Caleta Eugenia
- Puerto Toro
- Villa Ukika

Le "grandes estancias" sono:
- Caleta Wulaia
- Bahía Douglas
- Kemoa